# خیشومی دولبی واک‌دار
خیشومی دولبی (به انگلیسی: Bilabial nasal) نوعی صدای هم‌خوان (صامت) در زبان‌ها است که تقریباً در همهٔ زبان‌های جهان به جز چند زبان (برای نمونه موهاوک) استفاده می‌شود.
منظور از خیشومی صدای تودماغی این هم‌خوان و منظور از دولبی، استفاده از هر دو لب برای تولید این صدا است.
نمادی که در الفبای آوانگاری بین‌المللی برای این صدا استفاده می‌شود نویسهٔ m است.
در زبان فارسی برای نمایاندن این هم‌خوان از حرف «م» استفاده می‌شود.
توصیف: بست در محل دو لب ایجاد می شود، بدین ترتیب که لب بالا و پایین به یکدیگر چسبیده، راه عبور هوا را از طریق دهان مسدود می سازند. نرمکام پایین می آید و در نتیجه هوا می تواند به آسانی از راه بینی به خارج برود. این همخوان واکدار می باشد.